# Bogdan Iadov
Bogdan Iadov (27 de novembro de 1996) é um judoca ucraniano. Competiu nos Jogos Olímpicos de Verão de 2024 em Paris, sendo eliminado nas oitavas de final.
Sagrou-se campeão europeu em 2022, em Sófia. Conquistou a prata no Grande Prémio em Telavive, em 2019. Venceu o Open da Europa em 2017. Como cadete, Iadov ganhou uma medalha de prata no Campeonato Europeu de Cadetes em Tallinn em 2013 e bronze no Campeonato Mundial de Cadetes em Miami. Iadov ganhou a prata nos Jogos Olímpicos da Juventude em Nanjing, em 2014. Foi medalha de bronze no Grand Slam de Baku. Foi bronze no Grand Slam de Tel Aviv em 2022. Ouro no Grand Slam de Paris em 2023 e bronze em Tbilisi. Conquistou uma medalha de bronze no Grande Prémio da Alta Áustria em 2024.